# Hugh Allan (prélat)
Hugh Allan, O.Praem. (né le 3 août 1976) est un prêtre catholique, membre de l'Ordre des chanoines réguliers de Prémontré, Administrateur apostolique émérite des îles Malouines et Supérieur émérite de la Mission sui juris de Sainte-Hélène, Ascension et Tristan da Cunha, ainsi qu'abbé de Beeleigh, depuis 2016.

## Biographie
Hugh Allan est né dans le Hertfordshire, en Angleterre, dans une famille écossaise de la ville de Auchtermuchty, située près du village de Falkland. Élevé en tant que presbytérien, Allan s'est converti au catholicisme à l'âge de 16 ans. Il a suivi une formation d'enseignant à l'université Saint-Mary de Twickenham. À la sortie de l'université, il rejoint l'ordre des Prémontrés. Après son noviciat, il est envoyé pour poursuivre ses études au St Benet's Hall (en), de l'université d'Oxford. Il prononce ses vœux définitifs le 27 octobre 2001 et est ordonné prêtre le 22 novembre 2002 par l'évêque de Liverpool, Terence Brain (en).
Après son ordination, il travaille comme aumônier à plein temps à Manchester. En 2004, il est nommé curé de Gorton. En 2006, il devient supérieur de la communauté des Prémontrés de Manchester, âgé seulement de 29 ans. À l'époque, il est le plus jeune supérieur religieux catholique au monde. En 2008, les Prémontrés ouvrent un nouveau prieuré à Chelmsford dont il est nommé supérieur. Au même moment, il est nommé curé de Chelmsford et également doyen de la région de l'Essex.
Il est nommé administrateur apostolique des îles Malouines et supérieur de la mission sui juris de Sainte-Hélène, Ascension et Tristan da Cunha par le cardinal Fernando Filoni, le 26 octobre 2016 pour une période de cinq ans. En reconnaissance de cette nomination ecclésiastique, Allan est également élevé au titre d'abbé de l'abbaye de Beeleigh, dans l'Essex, par l'abbé général de l'Ordre prémontré, Thomas Handgrätinger, fonction dans laquelle il est officiellement installé le 8 décembre 2016.
Ses missions dans les îles Malouines et à Sainte-Hélène, Ascension et Tristan da Cunha se terminent le 18 juillet 2024.